# 丘拉普恰區

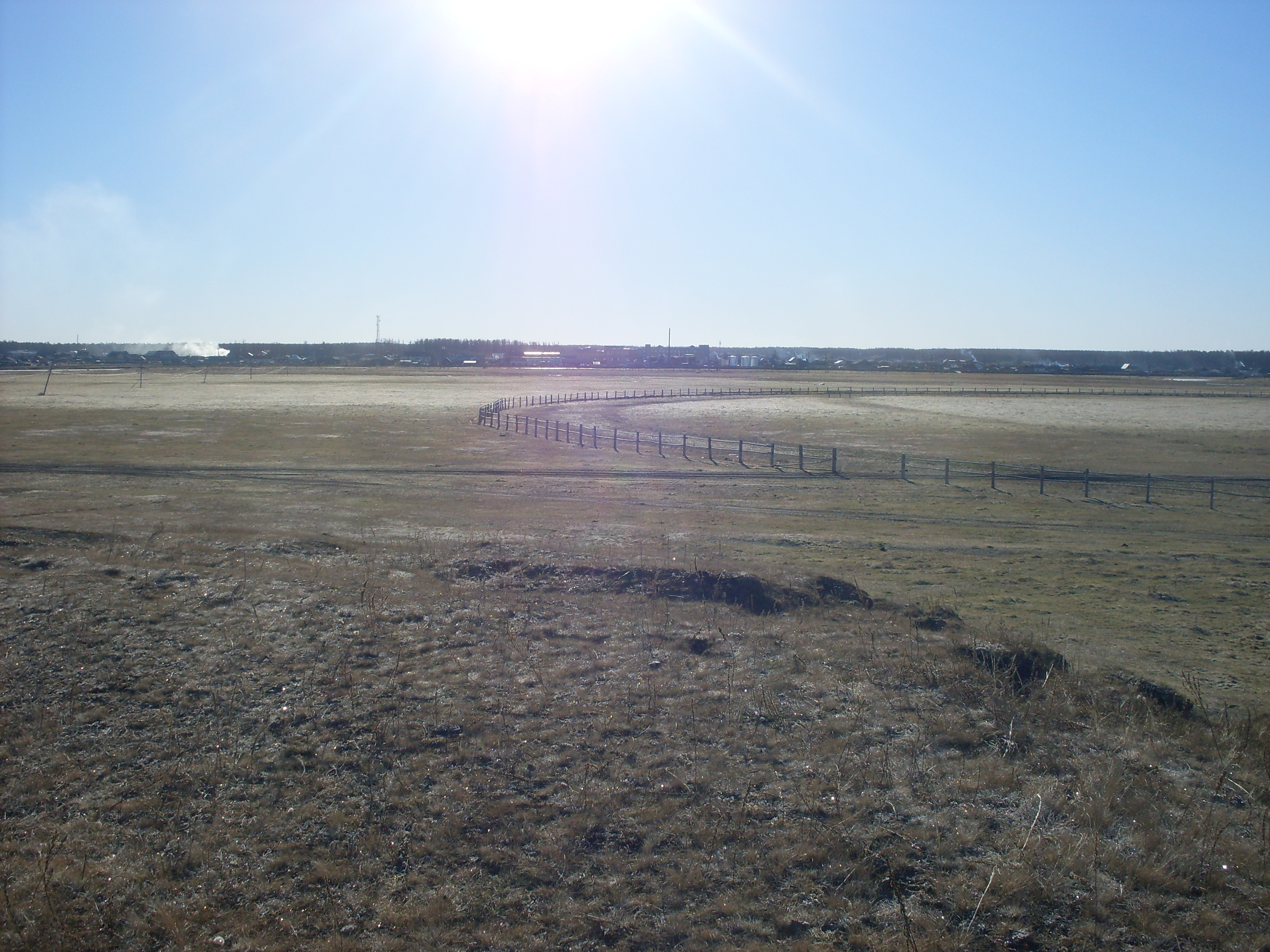

62°00′N 132°26′E / 62.000°N 132.433°E
丘拉普恰區（俄语：Чурапчинский улус），是俄羅斯的一個區，位於該國東部，由薩哈共和國負責管轄，始建於1930年3月25日，面積12,600平方公里，2010年人口20,387，人口密度每平方公里1.62人。